# Jean-Marie Souriguère de Saint-Marc
Jean-Marie Souriguère de Saint-Marc, né le 7 avril 1763 à Mirande (Gers) et mort le 24 mars 1837 à Paris, est un homme de lettres et auteur dramatique français.

## Famille
Il est le fils de Vital Souriguère, notaire royal et maire de Mirande, et de Marie Dufour.

## Biographie
Souriguère vint fort jeune à Paris, où il fréquenta fort assidument les spectacles. Le 29 septembre 1791, il fit représenter une tragédie sur le théâtre du Marais, où jouaient alors dans des rôles subalternes deux hommes devenus plus tard célèbres (le duc Decazes et le maréchal Gouvion Saint-Cyr). Cette tragédie, en cinq actes et en vers, était intitulée Artémidore, ou le Roi citoyen, mais quoiqu’elle fût écrite dans les idées du jour, elle eut peu de succès.
Après la chute de Robespierre, Souriguère composa, sous le titre de Réveil du peuple, des strophes que Gaveaux mit en musique et qui retentirent partout en France. On les chantait dans les rues, sur les théâtres, et ce fut souvent par opposition aux strophes de la Marseillaise. C’est à cette production, bien plus qu’à ses autres ouvrages, que Souriguère a dû sa réputation.
En 1796, il donna au théâtre Feydeau Myrrha, tragédie en trois actes, en vers, et Céliane, comédie en un acte, en prose, mêlée d’ariettes, mais ces deux pièces réussirent peu. Il fut plus heureux au théâtre Louvois, où il fit représenter en 1797, Cécile, ou la Reconnaissance, une comédie en un acte, en vers, imitée de l’allemand, qui y obtint un succès mérité et fut imprimée, Paris, an 5, in-8°.
Dans le même temps, Souriguère coopérait avec Beaulieu à la rédaction du Le Miroir, journal d’opposition royaliste, qui fut supprimé le 18 fructidor et dont les rédacteurs, condamnés à la déportation, parvinrent à s’y soustraire.
Après le 18 brumaire, Souriguère put reparaitre sans danger et continua de travailler pour la scène avec des chances diverses. Il donna au théâtre Feydeau : Avis au public, ou le Physionomiste en défaut, opéra-comique en deux actes (composé avec Désaugiers), Paris, 1807, in-8° ; l’Enfant prodigue, en trois actes et en vers (avec Riboutté), Paris, 1811, in-8°. Ces deux pièces furent bien accueillies. Il n’en fut pas de même de ses tragédies Octavie, où Saint-Prix jouait le rôle de Sénèque et de Vitellie, représentées au Théâtre-Français en 1806 et en 1809, tombèrent l’une et l’autre. Octavie a été imprimée, Paris, 1806, in-8° ; Vitellie est restée inédite.
Outre des Chansons patriotiques, insérées dans plusieurs recueils, Souriguère composa, en 1814, après la chute de l’Empire, le Second Réveil du peuple (in-8° de 8 pages), qui n’eut pas le succès du premier, les circonstances politiques étant alors toutes différentes. Depuis lors il ne publia plus rien mais, ayant acquis une grande expérience dans l’art de la déclamation où il excellait, il donnait de bons conseils aux élèves.
D’heureuses opérations financières, entreprises avec son ami Riboutté, lui avaient procuré une certaine aisance, et il ne s’occupait plus de littérature, étant presque oublié comme homme de lettres, lorsqu’il mourut.
Il eut une liaison avec la comédienne Marguerite-Joséphine Weimer, dite Mademoiselle George
Il est inhumé au cimetière Montmartre, 26e division, la tombe est visible par l'avenue Berlioz, elle est en 2e ligne à droite d'une chapelle au nom de "Famille Masson" et derrière la tombe Kostoveski, cette dernière à gauche du mausolée Oléna, où l'on peut lire (difficilement) son nom et l'épitaphe :

« ICI REPOSENT LES MÂNES DE

MARCEL SOURIGUÈRE SAINT-MARC

NÉ A MIRANDE, GERS

LE 7 AVRIL 1763

MORT A PARIS LE 24 MARS 1837

FROISSÉ PAR LA FORTUNE

ET PAR LES HOMMES

QU'IL AVAIT CRU SERVIR

IL VOULUT CACHER SA VIE

COMME SA MORT

MAIS IL NE PÉRIRA PAS TOUT ENTIER

MÊME SUR CETTE TERRE

ET SA MÉMOIRE VIVRA PAR LE SOUVENIR

DU RÉVEIL DU PEUPLE »

## Œuvres
- Le Réveil du peuple, chanson, 1795
- Artemidore, tragédie, 1791.
- Myrrha, tragédie en 3 actes, 1797.
- Cécile, ou la Reconnaissance, comédie en vers, 1797.
- Celiane, opéra comique, 1797.
- Avis au public, ou le Physionomiste en défaut, opéra en 2 actes, 1806.
- L’Enfant prodigue, opéra comique, 1811.
- Octavie, tragédie, 1806.
- Vitellie, tragédie, 1809.
- Alphonse d'Aragon, opéra en 3 actes, musique de Boscha, 1814.
- Les Courtisans démasqués, comédie en 2 actes.
- Denys, tyran de Syracuse, tragédie.

### Sources
- Joseph-François Michaud et Louis Gabriel Michaud, Biographie universelle, ancienne et moderne : ou Histoire, par ordre alphabétique, de la vie publique et privée de tous les hommes qui se sont fait remarquer par leurs écrits, leurs actions, leurs talents, leurs vertus ou leurs crimes, t. 39, Paris, Madame C. Desplaces, 1854 (lire en ligne), p. 708-9.